# Bisdom Kilmore
Het bisdom Kilmore  (Latijn: Dioecesis Kilmorensis, Iers: Deoise na Cille Móire, Engels: Diocese of Kilmore) is een rooms-katholiek bisdom in het noorden van Ierland. Het grootste deel van het bisdom wordt gevormd door het graafschap Cavan, kleine delen van Meath, Leitrim en Sligo in de Ierse Republiek, een klein deel omvat parochies in het Noord-Ierse graafschap Fermanagh.
Het huidige bisdom stond oorspronkelijk bekend als Breifne, een van de historische koninkrijken in Ierland. Tijdens de Synode van Kells in 1152 werd het erkend als bisdom. In 1454 werd de kerk in Kilmore die volgens de overlevering in de zesde eeuw was gebouwd door Felim herbouwd en tot kathedraal van het bisdom verheven. Het bisdom wordt sindsdien naar Kilmore vernoemd.

## Kathedraal

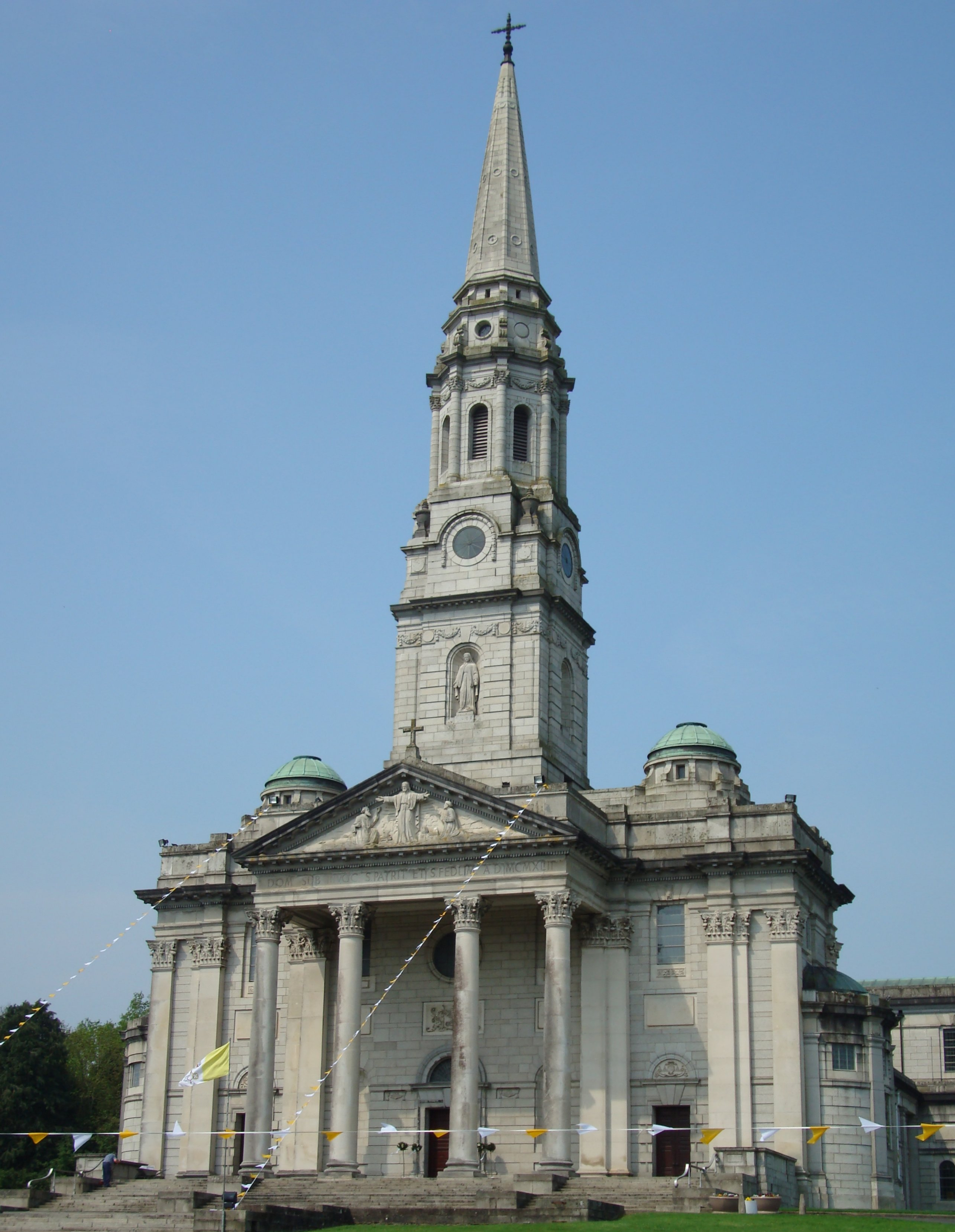
De kathedraal in Cavan

De huidige kathedraal van het bisdom is een neoclassicistisch gebouw in Cavan dat in 1947 werd ingewijd. De kathedraal is vernoemd naar de patroonheiligen van het bisdom: St Patrick en Felim. De kathedraal in Kilmore is tegenwoordig in gebruik bij de Church of Ireland.